# Geronimo Dyogi
Geronimo Dyogi (Manila, 20 de julio de 1949-Sugar Land, 23 de julio de 2016) fue un deportista filipino que compitió en judo. Ganó dos medallas de bronce en el Campeonato Asiático de Judo en los años 1970 y 1974.

## Palmarés internacional
| Campeonato Asiático | Campeonato Asiático  | Campeonato Asiático | Campeonato Asiático |
| Año                 | Lugar                | Medalla             | Categoría           |
| ------------------- | -------------------- | ------------------- | ------------------- |
| 1970                | Kaohsiung (Taiwán)   | Medalla de bronce   | –70 kg              |
| 1974                | Seúl (Corea del Sur) | Medalla de bronce   | –70 kg              |